# Clennell
Clennell är en ort i civil parish Alwinton, i grevskapet Northumberland i England. Orten är belägen 13 km från Rothbury. Clennel var en civil parish 1866–1955 när det uppgick i Biddlestone. Civil parish hade 37 invånare år 1951.